# Elecciones parlamentarias de Estonia de 2011
Las elecciones parlamentarias de Estonia de 2011 se celebraron en este país el 6 de marzo, siendo las primeras en Europa en tener una amplia intervención del voto electrónico, el cual se pudo efectuar desde el 24 de febrero hasta el 6 de marzo. Los 101 miembros recién elegidos del 12º Riigikogu se reunieron en el castillo de Toompea en Tallin diez días después de las elecciones. El actual gobierno del Partido Reformista y del IRL  continuó en el cargo hasta 2014, cuando el primer ministro Andrus Ansip dimitió, poniendo fin a su mandato como el primer ministro con más años de servicio en la historia contemporánea de Estonia. Fue reemplazado por Taavi Rõivas, quien formó un nuevo gobierno de coalición con la SDE. El Riigikogu elegido después de estas elecciones fue el menos fragmentado en la historia de Estonia, contando sólo con cuatro partidos.
La elección estuvo marcada por el enorme número de los independientes (32) desde 1992. Varios candidatos independientes eran miembros del Movimiento Patriótico de Estonia y muchos de ellos se convertirían más tarde en caras conocidas del Partido Popular Conservador de Estonia (EKRE), incluidos los futuros líderes Mart Helme y Martin Helme.

## Sistema electoral
Los 101 miembros del Riigikogu (nombre del Parlamento de Estonia) fueron elegidos mediante un formulario de representación proporcional para un mandato de cuatro años. Los asientos se asignan utilizando un método de D'Hondt modificado. El país está dividido en doce distritos electorales de varios mandatos. Existe un umbral nacional del 5% para las listas del partido, impuesto desde las elecciones del 2003, pero si el número de votos emitidos a favor de un candidato supere o iguale la sencilla cuota (que se obtiene al dividir el número de votos válidos emitidos en la circunscripción electoral por el número de mandatos en el distrito) hace que él o ella sea elegido/a.

### Escaños por distrito electoral
| Distrito electoral | Distrito electoral                                           | Escaños |
| ------------------ | ------------------------------------------------------------ | ------- |
| 1                  | Distritos de Haabersti, Põhja-Tallinn y Kristiine en Tallinn | 10      |
| 2                  | Distritos de Kesklinn, Lasnamäe y Pirita en Tallinn          | 13      |
| 3                  | Distritos de Mustamäe y Nõmme en Tallinn                     | 8       |
| 4                  | Condados de Harju (excluyendo Tallinn) y Rapla               | 15      |
| 5                  | Condados de Hiiu, Lääne y Saare                              | 6       |
| 6                  | Condado de Lääne-Viru                                        | 5       |
| 7                  | Condado de Ida-Viru                                          | 7       |
| 8                  | Condados de Järva y Viljandi                                 | 7       |
| 9                  | Condados de Jõgeva y Tartu (excluyendo Tartu)                | 7       |
| 10                 | Ciudad de Tartu                                              | 8       |
| 11                 | Condados de Võru, Valga y Põlva                              | 8       |
| 12                 | Condado de Pärnu                                             | 7       |

## Encuestas de opinión
Las encuestas previas a las elecciones pusieron al Partido Reformista, encabezado por el primer ministro Andrus Ansip, por delante de su principal rival, el opositor Partido del Centro. El primero es centroderechista, el segundo es considerado populista, ligeramente de izquierda en materia económica. Ambos partidos son miembros del Partido Liberal Demócrata Europeo y Reforma. Los reformistas son ligeramente más liberal socialmente en comparación con el Centro, mientras que SDE fue el más liberal social de los partidos. Mientras tanto, IRL era socialmente conservador, junto con el Centro. Sin embargo, la mayoría de los partidos habían descartado la cooperación con el Centro después de los polémicos comentarios de su líder sobre los disturbios de la Noche de Bronce y la historia de sus escándalos.
| Fecha     | Encuestadora   | Ref      | Kesk                   | IRL  | SDE  | Greens | ERL  | Otros | Dif. | Gabinete Ansip – Oposición |     |     |     |     |                 |
| --------- | -------------- | -------- | ---------------------- | ---- | ---- | ------ | ---- | ----- | ---- | -------------------------- | --- | --- | --- | --- | --------------- |
| Fecha     | Encuestadora   | 6 Mar 11 | Resultados electorales | 28,6 | 23,3 | 20,5   | 17,1 | Otros | Dif. | Gabinete Ansip – Oposición | 3,8 | 2,1 | 4,6 | 5.3 | 49.1 · - · 50.9 |
| 25 Feb 11 | TNS Emor       | 28       | 25                     | 21   | 16   | 4      | 2    | —     | 3    | 49 - 47                    |     |     |     |     |                 |
| Ene 11    | Turu-Uuringute | 25       | 19                     | 12   | 9    | 2      | 2    | 9     | 6    | 37 - 41                    |     |     |     |     |                 |
| Ene 11    | TNS Emor       | 36       | 23                     | 16   | 14   | 4      | 2    | —     | 13   | 52 - 43                    |     |     |     |     |                 |
| Dic 10    | TNS Emor       | 36       | 23                     | 15   | 13   | 5      | 4    | —     | 13   | 51 - 45                    |     |     |     |     |                 |
| Nov 10    | TNS Emor       | 43       | 23                     | 15   | 11   | 3      | 2    | —     | 20   | 58 - 39                    |     |     |     |     |                 |

## Partidos participantes
El Comité Electoral Nacional de Estonia anunció que nueve partidos políticos y 32 candidatos individuales se habían registrado para participar en las elecciones parlamentarias de 2011. Sus números de registro y orden se determinaron mediante sorteo.
| # | Partido | Partido                        | Ideología                      | Posición Política        | Líder                | Candidatos | Resultados de 2007 | Resultados de 2007 |
| # | Partido | Partido                        | Ideología                      | Posición Política        | Líder                | Candidatos | Votos (%)          | Escaños            |
| - | ------- | ------------------------------ | ------------------------------ | ------------------------ | -------------------- | ---------- | ------------------ | ------------------ |
| 1 |         | Verdes                         | Política verde                 | Centroizquierda          | Aleksei Lotman       | 122        | 7,1%               | 6/101              |
| 2 |         | Unión Pro Patria y Res Publica | Conservadurismo liberal        | Centroderecha            | Mart Laar            | 125        | 17,9%              | 19/101             |
| 3 |         | Partido Socialdemócrata        | Socialdemocracia               | Centroizquierda          | Sven Mikser          | 125        | 10,6%              | 10/101             |
| 4 |         | Partido Reformista             | Liberalismo clásico            | Centroderecha            | Andrus Ansip         | 125        | 27,8%              | 31/101             |
| 5 |         | Partido del Centro             | Populismo                      | Centroizquierda          | Edgar Savisaar       | 125        | 26,1%              | 29/101             |
| 6 |         | Partido Ruso                   | Política de las minorías rusas | Sincretico               | Stanislav Tšerepanov | 16         | 0,2%               | 0/101              |
| 7 |         | Partido de la Independencia    | Nacionalismo estonio           | Extrema derecha          | Vello Leito          | 16         | 0,2%               | 0/101              |
| 8 |         | Unión Popular                  | Agrarianismo                   | Centro a Centroizquierda | Andrus Blok          | 88         | 7,1%               | 6/101              |
| 9 |         | Demócratas Cristianos          | Democracia cristiana           | Centroderecha            | Peeter Võsu          | 15         | 1,7%               | 0/101              |
| — |         | Candidatos individuales        | —                              | —                        | —                    | 32         | No existió         | No existió         |

## Conducta
La Oficina de Instituciones Democráticas y Derechos Humanos de la Organización para la Seguridad y la Cooperación en Europa observó esta elección y emitió un informe con una serie de recomendaciones.

## Resultados
|                                    |                                               |         |       |         |     |
| Partido                            | Partido                                       | Votos   | %     | Escaños | +/– |
|                                    | Partido Reformista Estonio                    | 164.255 | 28,56 | 33      | +2  |
|                                    | Partido del Centro Estonio                    | 134.124 | 23,32 | 26      | –3  |
|                                    | Unión Pro Patria y Res Publica                | 118.023 | 20,52 | 23      | +4  |
|                                    | Partido Socialdemócrata                       | 98.307  | 17,09 | 19      | +9  |
|                                    | Verdes Estonios                               | 21.824  | 3,79  | 0       | –6  |
|                                    | Unión Popular de Estonia                      | 12.184  | 2,12  | 0       | –6  |
|                                    | Partido Ruso en Estonia                       | 5.029   | 0,87  | 0       | 0   |
|                                    | Partido de los Demócratas Cristianos Estonios | 2.934   | 0,51  | 0       | 0   |
|                                    | Partido de la Independencia Estonia           | 2.571   | 0,45  | 0       | 0   |
|                                    | Independientes                                | 15.882  | 2,76  | 0       | 0   |
|                                    |                                               |         |       |         |     |
| Votos válidos                      | Votos válidos                                 | 575.133 | 99,12 | –       | –   |
| Votos nulos/en blanco              | Votos nulos/en blanco                         | 5.131   | 0,88  | –       | –   |
| Total                              | Total                                         | 580.264 | 100   | 101     | 0   |
| Votantes registrados/participación | Votantes registrados/participación            | 913.346 | 63,53 | –       | –   |
| Fuente: VVK                        |                                               |         |       |         |     |